# Sauris brunnescens
Sauris brunnescens là một loài bướm đêm trong họ Geometridae.